# モウコタンポポ
モウコタンポポ（蒙古蒲公英、学名：Taraxacum mongolicum）は、キク科タンポポ属の1種である。

## 概要
モンゴルから中国北部・中部、朝鮮半島に分布しており、中国では蒲公英といえば本種を指す。日本では九州北部に分布している。
頭花は小さめで、花弁の色は少し濃い黄色。総苞外片の長さは総苞の3分の2ほどであり、角状突起は明瞭である。
福岡県のレッドデータブックでは絶滅危惧IB類に認定されている。